# المرشح الخطي المربع
المرشح الخطي المربع (بالإنجليزية: box blur)‏ هو مرشح خطي للمجال المكاني للصور، حيث أنّ كل بيكسل في الصورة الناتجة له قيمة مساوية لمتوسط القيم للبيكسل المجاورة في الصورة المدخلة. وهو نوع من مرشحات التمرير المنخفض (ضبابية)، ويمكن تنفيذ المرشح الخطي المربع كتأثير صورة يؤثر على الشاشة بأكملها.
حيث أن اللون للبيكسل الحالي هو متوسط لون البيكسل الحالي و8 بيكسلات مجاورة له، يمكن كتابة مرشح خطي مربع (3×3)على شكل مصفوفة كما يلي:
{\textstyle {\begin{bmatrix}1&1&1\\1&1&1\\1&1&1\end{bmatrix}}\left({\frac {1}{9}}\right)}
وكتابة مرشح خطي مربع (5×5) كما يلي:
{\displaystyle {\begin{bmatrix}1&1&1&1&1\\1&1&1&1&1\\1&1&1&1&1\\1&1&1&1&1\\1&1&1&1&1\end{bmatrix}}\left({\frac {1}{25}}\right)}
في مجال التردد، يحتوي المرشح الخطي المربع على أصفار ومكونات سالبة. أي أن موجة جيبية لها فترة تساوي حجم المربع ستكون غير واضحة تماماً، ويمكن عكس الطول الموجي الأقصر من حجم المربع، أي عندما تلمس دائرتان لتشكيل بقعة ساطعة حيث تكون هناك بقعة مظلمة بين بقعتين ساطعة في الصورة الأصلية.